# Giro di Puglia 1975
Il Giro di Puglia 1975, quarta edizione della corsa, si svolse dal 15 al 18 aprile 1975 su un percorso totale di 819 km, ripartiti su 4 tappe. La vittoria fu appannaggio dell'italiano Giovanni Battaglin, che completò il percorso in 20h24'20", precedendo i connazionali Franco Bitossi e Costantino Conti.

## Tappe
| Tappa  | Data      | Percorso                   | km  | Vincitore di tappa    | Leader cl. generale |
| ------ | --------- | -------------------------- | --- | --------------------- | ------------------- |
| 1ª     | 15 aprile | Taranto > Mesagne          | 202 | Franco Bitossi        | Franco Bitossi      |
| 2ª     | 16 aprile | Ostuni > Monte Sant'Angelo | 208 | Giovanni Battaglin    | Giovanni Battaglin  |
| 3ª     | 17 aprile | Manfredonia > Corato       | 196 | Costantino Conti      | Giovanni Battaglin  |
| 4ª     | 18 aprile | Corato > Martina Franca    | 213 | Giacinto Santambrogio | Giovanni Battaglin  |
| Totale | Totale    | Totale                     | 819 |                       |                     |

## Dettagli delle tappe

### 1ª tappa
- 15 aprile: Taranto > Mesagne – 202 km

Risultati
| Pos. | Corridore         | Squadra  | Tempo    |
| ---- | ----------------- | -------- | -------- |
| 1    | Franco Bitossi    | Scic     | 4h49'14" |
| 2    | Ercole Gualazzini | Brooklyn | s.t.     |
| 3    | Francesco Moser   | Filotex  | s.t.     |

| Pos. | Corridore      | Squadra | Tempo |
| ---- | -------------- | ------- | ----- |
| 1    | Franco Bitossi | Scic    | ?     |

### 2ª tappa
- 16 aprile: Ostuni > Monte Sant'Angelo – 208 km

Risultati
| Pos. | Corridore          | Squadra  | Tempo    |
| ---- | ------------------ | -------- | -------- |
| 1    | Giovanni Battaglin | Jollj C. | 5h25'43" |
| 2    | Rik Van Linden     | Bianchi  | a 5"     |
| 3    | Franco Bitossi     | Scic     | s.t.     |

| Pos. | Corridore          | Squadra  | Tempo     |
| ---- | ------------------ | -------- | --------- |
| 1    | Giovanni Battaglin | Jollj C. | 10h14'12" |
| 2    | Franco Bitossi     | Scic     | a 10"     |
| 3    | Francesco Moser    | Filotex  | a 18"     |

### 3ª tappa
- 17 aprile: Manfredonia > Corato – 196 km

Risultati
| Pos. | Corridore        | Squadra    | Tempo    |
| ---- | ---------------- | ---------- | -------- |
| 1    | Costantino Conti | Furzi-F.T. | 4h35'23" |
| 3    | Pierino Gavazzi  | Jollj C.   | s.t.     |
| 4    | Franco Bitossi   | Scic       | s.t.     |

| Pos. | Corridore          | Squadra    | Tempo     |
| ---- | ------------------ | ---------- | --------- |
| 1    | Giovanni Battaglin | Jollj C.   | 14h50'07" |
| 2    | Franco Bitossi     | Scic       | a 8"      |
| 3    | Costantino Conti   | Furzi-F.T. | a 13"     |

### 4ª tappa
- 18 aprile: Corato > Martina Franca – 213 km

Risultati
| Pos. | Corridore             | Squadra | Tempo    |
| ---- | --------------------- | ------- | -------- |
| 1    | Giacinto Santambrogio | Bianchi | 5h33'21" |
| 2    | Alex Van Linden       | Bianchi | a 41"    |
| 3    | Sigfrido Fontanelli   | Filotex | s.t.     |

## Classifiche finali

### Classifica generale
| Pos. | Corridore          | Squadra            | Tempo     |
| ---- | ------------------ | ------------------ | --------- |
| 1    | Giovanni Battaglin | Jollj Ceramica     | 20h24'20" |
| 2    | Franco Bitossi     | Scic-Colnago       | a 8"      |
| 3    | Costantino Conti   | Furzi-F.T.         | a 13"     |
| 4    | Francesco Moser    | Filotex            | a 18"     |
| 5    | Roland Salm        | Zonca-Santini      | a 20"     |
| 6    | Ole Ritter         | Filotex            | s.t.      |
| 7    | Felice Gimondi     | Bianchi-Campagnolo | a 26"     |
| 8    | Renato Marchetti   | Filotex            | a 43"     |
| 9    | Enrico Paolini     | Scic-Colnago       | a 1'07"   |
| 10   | Marcello Bergamo   | Jollj Ceramica     | a 1'40"   |